# Centre of Liaison and Information of Masonic Powers Signatories of Strasbourg Appeal
Centre of Liaison and Information of Masonic Powers Signatories of Strasbourg Appeal bzw. Centre de Liaison et d’Information des Puissances Maçonniques Signataires de l'Appel de Strasbourg (CLIPSAS) ist eine internationale Vereinigung liberaler Freimaurer-Obödienzen (Großlogen und Großoriente). Sie wurde am 22. Januar 1961 in Straßburg gegründet und bildet seither ein weltweites Forum für Freimaurer, die sich zur liberalen oder adogmatischen Freimaurerei bekennen. CLIPSAS dient als zentraler Ansprechpartner und Informationsknotenpunkt zwischen ihren Mitgliedsorganisationen und vertritt deren Interessen auch auf internationaler Ebene, unter anderem bei den Vereinten Nationen (mit Beobachterstatus im Wirtschafts- und Sozialrat der UNO). Der Name CLIPSAS ist ein Akronym aus der französischen Bezeichnung der OrganisationCentre of Liaison and Information of Masonic Powers Signatories of Strasbourg Appeal (CLIPSAS) ist eine internationale Vereinigung von Großlogen der liberalen Freimaurerei.

## Allgemein
CLIPSAS versteht sich als Dachorganisation der liberalen Freimaurerei in Abgrenzung zur traditionellen rein maskulinen Freimaurerei nach anglo-amerikanischem Vorbild. „Liberal“ bedeutet in diesem Zusammenhang, dass volle Gewissensfreiheit gewährt wird und keine bestimmten Glaubensbekenntnisse oder Dogmen zur Voraussetzung für die Aufnahme oder Anerkennung gemacht werden. So gehören CLIPSAS zahlreiche freimaurerische Großlogen aus verschiedenen Ländern an, die sich an den Prinzipien der absoluten Gewissensfreiheit und der gegenseitigen Toleranz orientieren. Anders als die von der United Grand Lodge of England geprägte traditionell rein maskuline Freimaurerei verlangen die CLIPSAS-Großlogen keinen Glauben an ein „Höchstes Wesen“ (Großer Architekt des Universums) und kein bestimmtes „Heiliges Buch“ als Grundlage ihrer Arbeit – solche Fragen bleiben jeder einzelnen Obödienz und Loge selbst überlassen. Entsprechend sind im CLIPSAS-Bund auch Frauenlogen und gemischte Obödienzen gleichberechtigt vertreten, während in der traditionellen, von der UGLE ausgehenden, Freimaurerei Frauen ausgeschlossen bleiben. Als internationaler Verband hat CLIPSAS zum Ziel, den Austausch und die Zusammenarbeit zwischen Freimaurern verschiedener Länder und Kulturkreise zu fördern. Die Organisation ist rechtlich als Verein nach französischem Recht (Gesetz von 1901) in Paris registriert. Offizielle Arbeitssprachen des CLIPSAS sind Französisch, Englisch und Spanisch. Seit 2011 besitzt CLIPSAS beratenden Status bei UNESCO und UNO, wodurch es seine freimaurerischen Werte – insbesondere die Achtung der Menschenwürde und der Gewissensfreiheit – auch in internationale Diskurse einbringen kann.

## Ziele
Die Hauptanliegen von CLIPSAS liegen in der Förderung freimaurerischer Freiheit, Toleranz und Brüderlichkeit auf globaler Ebene. Zentral ist dabei der Aufbau einer „universellen Kette des Bundes“ (Chaîne d’Union Universelle) zwischen Freimaurern aller Länder. Dies bedeutet, dass alle Mitgliedsorganisationen trotz unterschiedlicher Rituale, Traditionen, Sprachen oder Glaubensvorstellungen auf der Basis gemeinsamer Werte zusammenarbeiten sollen. An erster Stelle dieser Werte steht die Liberté absolue de conscience – die unbedingte Gewissensfreiheit jedes Menschen. CLIPSAS-Mitglieder teilen die Überzeugung, dass die Verwirklichung vollständiger Gewissensfreiheit eine große Errungenschaft der Menschheit darstellt und dass sie zur Überwindung von Barrieren und Vorurteilen beiträgt. Darüber hinaus setzt sich CLIPSAS für Gleichberechtigung und Humanismus innerhalb der Freimaurerei ein. So betonen viele liberale Großlogen – entsprechend den Prinzipien von CLIPSAS – neben der Gewissensfreiheit auch Rechte wie die Versammlungs- und Religionsfreiheit, die Gleichberechtigung von Frau und Mann sowie die Achtung der Menschenwürde.
In der Praxis verwirklicht CLIPSAS seine Ziele durch regelmäßige internationale Treffen, Informationsaustausch und gemeinsame Stellungnahmen. Jährlich findet eine Generalversammlung (Konferenz) statt, bei der aktuelle Themen der modernen Welt aus freimaurerischer Sicht diskutiert werden. Dabei präsentieren die Mitglieds-Obödienzen die Ergebnisse ihrer im Laufe des Jahres geführten Studien und Diskussionen zu philosophischen, sozialen und humanitären Fragen. CLIPSAS versteht sich folglich nicht nur als Verband zur internen Vernetzung, sondern auch als Plattform, um zu großen gesellschaftlichen Herausforderungen Stellung zu beziehen. Die Organisation kann z. B. über ihre Kommissionen Beiträge zu Themen wie Menschenrechte, Bildung, soziale Gerechtigkeit oder kultureller Dialog leisten. Politische Ziele im parteipolitischen Sinne verfolgt CLIPSAS dabei ausdrücklich nicht. Stattdessen soll der freimaurerische Grundsatz „Die Menschenliebe und Toleranz über alle Grenzen hinweg“ praktisch gefördert werden.
Ein weiteres konkretes Ziel ist die gegenseitige Anerkennung und der Abbau von Trennlinien innerhalb der Freimaurerei. CLIPSAS ermöglicht es liberalen Großlogen, offizielle geschwisterliche Beziehungen zu unterhalten, ohne dass eine formale Anerkennung durch die traditionelle rein masukline Freimaurerei erforderlich wäre. Die Mitglieder öffnen ihre Tempel einander auf der Grundlage gegenseitiger Achtung – sogar ohne Reziprozitätszwang, d. h. auch dann, wenn die Gegenseite dies (noch) nicht tut. Diese Offenheit soll langfristig dazu beitragen, historisch gewachsene Gräben zwischen verschiedenen freimaurerischen Strömungen zu überwinden und die Idee einer weltweiten Geschwisterkette aller Freimaurer zu verwirklichen.

## Appell von Straßburg (1961)
Die ideelle Grundlage von CLIPSAS ist der sogenannte Appell von Straßburg (Appel de Strasbourg). Hierbei handelt es sich um eine Erklärung, die am 22. Januar 1961 von den Gründungsobödienzen verabschiedet wurde. In diesem Aufruf, der als Charta des neuen Bundes diente, riefen die Unterzeichner „alle Brüder Freimaurer“ dazu auf, sich zu einer weltumspannenden Bruderkette zusammenzuschließen. Diese Bruderkette solle auf zwei fundamentalen Prinzipien gründen: der absoluten Gewissensfreiheit jedes Einzelnen und einer völligen gegenseitigen Duldsamkeit (Toleranz) untereinander. Der Straßburger Appell hatte programmatischen Charakter. Er stellte klar, dass Unterschiede in Traditionen, Ritualen, Symbolen und Glaubensvorstellungen nicht als Trennungsgrund gesehen werden dürfen, sondern im Gegenteil einen geistigen Reichtum darstellen, der die Freimaurerei bereichert. Weit davon entfernt, eine Quelle der Uneinigkeit zu sein, sollten diese vielfältigen Ausprägungen des freimaurerischen Brauchtums als Ansporn zur gegenseitigen Achtung dienen. Alle Mitglieds-Obödienzen von CLIPSAS erklärten feierlich, dass sie die Verschiedenheit der Wege respektieren und als historisch gewachsene Vielfalt anerkennen.
Ein zentrales Anliegen des Appells war es, die durch Ausschlüsse und Dogmatismus zerrissene Kette der freimaurerischen Einheit wiederherzustellen. Konkret wandten sich die Straßburger Beschlüsse gegen bestimmte Ausschlussklauseln und Doktrinen, die – so die Formulierung – „in Widerspruch zu den Grundsätzen der Anderson’schen Konstitutionen von 1723“ stünden. Insbesondere wurde festgehalten, dass das Anrufen des „Großen Baumeisters aller Welten“ bei der Tempelarbeit oder das Auflegen eines bestimmten heiligen Buches (z. B. der Bibel) nicht zwingend vorgeschrieben werden dürfe, sondern jeder Loge und Großloge zur freien Entscheidung überlassen bleiben solle. Diese Frage – die in der Freimaurerei seit dem 19. Jahrhundert kontrovers diskutiert wurde – markiert bis heute den entscheidenden Unterschied zwischen liberaler und traditioneller rein maskuliner Freimaurerei. Der Appell von Straßburg stellte sich diesbezüglich eindeutig auf die Seite der Gewissensfreiheit: Weder ein Gottesbezug noch ein religiöses Buch dürften autoritativ auferlegt werden.
Darüber hinaus beschlossen die in Straßburg versammelten Obödienzen, untereinander brüderliche Beziehungen anzuknüpfen und jedem Freimaurer, der in einer gerechten und vollkommenen Loge das Licht empfing, die Türen ihrer Tempel zu öffnen – und zwar ohne Gegenseitigkeitszwang, solange es die jeweilige Obödienzstruktur zulässt (unabhängig davon, ob es sich um Männer-, Frauen- oder gemischte Logen handelt). Diese weitreichende Öffnung war revolutionär, da sie die bisher üblichen strengen Anerkennungskriterien durchbrechen sollte.
Der Appell von Straßburg von 1961 hat historische Bedeutung, weil er den formellen Startpunkt für die Organisation CLIPSAS darstellte. Ausdrücklich beziehen sich die Statuten von CLIPSAS auf diesen Gründungsaufruf und übernehmen dessen Prinzipien. In der freimaurerischen Historiografie wird der Appell als Meilenstein der kontinentalen Freimaurerei gewürdigt, da er einen bewussten Gegenentwurf zur englischen Regulärität formulierte. Die Unterzeichner betonten, sie verteidigten mit dieser Erklärung die ursprünglichen liberalen Prinzipien der Freimaurerei, wie sie in den Anderson’schen Alten Pflichten von 1723 enthalten sind, und passten sie an die moderne Welt an. Der Text des Appells bekräftigt abschließend die Überzeugung, dass nur auf Grundlage der Gewissensfreiheit Freimaurerei ein Faktor intellektueller, moralischer und spiritueller Bereicherung der Menschheit sein kann. Dieses Bekenntnis bildet seither den „Grundsatz von CLIPSAS“ und den verbindlichen Wertekodex für alle Mitglieder.

### CLIPSAS Grundsatz
Am 22. Januar 1961 arbeiteten elf Freimaurer-Obödienzen, welche ihre Souveränität in zehn verschiedenen Ländern ausübten, in Straßburg eine Charta aus, die auf der absoluten Gewissensfreiheit basiert, mit der Absicht, die brüderlichen Beziehungen, die sie untereinander pflegen, auf alle Freimaurer und auf alle Freimaurer-Logen auszudehnen. Diese Charta richtet einen Appell an alle Brüder Freimaurer, sich dieser Bruderkette anzuschließen. So entstand «Le Centre de Liaison et d’lnformation des Puissances maçonniques Signataires de l'Appel de Strasbourg», C.L.I.P.S.A.S. genannt (Verbindungs- und Informationszentrum der Freimaurerischen Signatarobödienzen der Straßburger Deklaration).
Durch periodische Arbeitstagungen gewährleistet diese Organisation eine ständige Verbindung unter ihren Mitgliedern. Die auf diese Weise verbundenen Obödienzen sind davon überzeugt, dass der Respekt vor der Gewissensfreiheit eines jeden und eine völlige auf Gegenseitigkeit beruhende Toleranz die Grundpfeiler der freimaurerischen Arbeit sind. Alle Mitglieder des CLIPSAS bekennen sich durch ihren Beitritt zum Appell von Straßburg feierlich zu der Überzeugung, dass die Unterschiede in den Traditionen, Riten, Symbolen und Glaubensrichtungen zwischen den einzelnen Obödienzen oder auch innerhalb derselben, Früchte der historischen Evolution der menschlichen Gemeinschaft sind. Weit davon entfernt, eine Quelle der Uneinigkeit zu sein, stellen diese Unterschiede moralischen Anreiz und geistigen Reichtum dar. Die Unterzeichner des Appells von Straßburg sind der Ansicht, dass ihr Zusammenschluss ein ganz natürliches, den freimaurerischen Geist am besten verkörperndes und aufbauendes Unternehmen ist.
Dieses Bekenntnis zur Toleranz, diese Verkündung der Achtung vor der Denkweise anderer, geben die Grundlage ab für das Entstehen einer Verhaltensweise auf der sich die Freimaurer finden können. Die Signatarobödienzen des Appells von Straßburg sind der Ansicht, dass das Prinzip der Universalität in der Freimaurerei es nicht zulässt, dass gewisse Dogmen und Wahrheiten in autoritärer Art und Weise aufgezwungen werden. Sie glauben, dass die Bruderkette sich auf der Toleranz aufbauen muss, deren Grundlage die vollständige Gewissensfreiheit und der Respekt vor der Menschenwürde ist. Indem sie danach handelt ist die Union von Straßburg davon überzeugt, die Anderson'schen Prinzipien in der modernen Welt zu verteidigen und in die Tat umzusetzen.
Die Gewissensfreiheit ist ein Grundprinzip der Freimaurerei. Nur dort wo dieses Prinzip befolgt wurde, war die Freimaurerei ein Faktor der intellektuellen, moralischen und geistigen Bereicherung der Menschheit. Nur auf diesem Prinzip und auf ihm allein, können die Freimaurer, die sich der ständigen Evolution der Zeiten bewusst sind, die Hoffnung nähren, eine wahre humane Weltbruderkette zu gründen.

### Appell von Straßburg
Die am 22. Januar 1961 in Straßburg versammelten souveränen freimaurerischen Kräfte sind angesichts der Tatsachen:
1. dass es dringend notwendig ist zwischen allen Freimaurern die Bruderkette wiederherzustellen, die durch bedauerliche Ausschlussbestimmungen gebrochen wurde, welche mit den Grundsätzen der Anderson'schen Konstitutionen aus dem Jahre 1723 in Widerspruch stehen,
2. dass es zu diesem Zweck wichtig ist, unter Berücksichtigung aller Bräuche, alle Riten, aller Symbole, aller Glaubensformen und bei unbedingter Anerkennung der Gewissensfreiheit die Bedingungen gemeinsam zu suchen, welche für die Freimaurereigenschaft ausschlaggebend sind, der Ansicht dass die Anrufung des Allmächtigen Baumeisters aller Welten bei der Arbeit oder die Forderung, eines der Drei Lichter solle das Heilige Buch einer offenbarten Religion sein, dem Urteil jeder Loge und jeder Obödienz überlassen werden soll; beschließen, untereinander brüderliche Beziehungen anzuknüpfen und jedem Freimaurer, der in einer Gerechten und Vollkommenen Loge das Licht erhielt, ohne Gegenseitigkeitszwang die Tore ihrer Tempel zu öffnen, sofern es die maurerische Besonderheit ihrer Loge ermöglicht (männlich/weiblich oder gemischt arbeitend), rufen alle Freimaurer dazu auf, sich dieser Bruderkette anzuschließen, die sich auf völlige Gewissensfreiheit und eine vollkommene gegenseitige Duldsamkeit gründet.

## Liberale Freimaurerei
CLIPSAS gilt als wichtigste internationale Organisation der liberalen Freimaurerei. Unter diesem Begriff versteht man im Allgemeinen den Zweig der Freimaurerbewegung, der absolute Gewissensfreiheit garantiert und auf dogmatische Verpflichtungen verzichtet. Historisch entwickelte sich die liberale Freimaurerei in Abgrenzung zur traditionellen, von der Kirche und monarchischen Autoritäten beeinflussten Freimaurerei: 1877 schaffte der Grand Orient de France die Pflicht zum Gottesglauben ab – ein Schritt, der zur Trennung von der Vereinigten Großloge von England führte. In den folgenden Jahrzehnten formierten sich in vielen Ländern Großlogen, die Frauen zuließen oder in gemischten Logen arbeiteten und sich explizit als „adogmatisch“ bezeichneten.
Die liberale Freimaurerei ist gekennzeichnet durch ein dezentrales, heterogenes Netzwerk von Logen und Großlogen, die sich auf die genannten Prinzipien stützen. Sie beruft sich ideell auf den Humanismus und die Aufklärung: Die individuellen Menschenrechte – allen voran Gedanken-, Gewissens- und Versammlungsfreiheit – stehen im Zentrum ihres Selbstverständnisses. So betonen z. B. die Satzungen liberaler Großlogen neben der Gewissensfreiheit auch die Gleichberechtigung der Geschlechter und die Achtung der Selbstbestimmung ihrer Mitglieder. Viele dieser liberalen Obödienzen sehen sich in einer „adogmatischen“ Tradition, was bedeutet, dass jede Loge autonom darüber entscheidet, ob sie in ihren Ritualen religiöse Symbole verwendet oder nicht. Anders als „reguläre“ Logen, die unter dem Schutz des „Allmächtigen Baumeisters“ arbeiten müssen, bleibt es liberalen Logen freigestellt, ob sie ihre Arbeiten unter den Schutz des Großen Baumeisters aller Welten und eines heiligen Buches stellen oder bewusst darauf verzichten. Dadurch besteht innerhalb der liberalen Freimaurerei eine große Vielfalt an ritualer Praxis – von ausgesprochen theistisch orientierten Logen bis hin zu streng laizistischen Logen.
CLIPSAS fungiert in diesem Kontext als Bindeglied zwischen den liberalen Großlogen weltweit. Es ermöglicht den oft isoliert operierenden liberalen Obödienzen, sich auszutauschen und gemeinsame Positionen zu formulieren. Zudem verleiht CLIPSAS der liberalen Freimaurerei eine einheitlichere Stimme nach außen. Während einzelne liberale Großlogen in ihren Ländern teils nur begrenztes Gewicht haben, bildet ihr Zusammenschluss in CLIPSAS einen weltweit beachteten Block innerhalb der Freimaurerei. So erkennt die traditionell maskuline Freimaurerei (angeführt von der UGLE) die CLIPSAS-Mitglieder zwar nicht offiziell an, nimmt deren Existenz aber durchaus wahr. In den letzten Jahrzehnten gab es gelegentlich Dialoge und Annäherungen: Ein prominentes Beispiel ist die Haltung des CLIPSAS-Vizepräsidenten Jean Zeller, der bereits 1973 betonte, es gebe „kein Prinzip der Exklusivität gegenüber der UGLE“ – man sei bereit zum Dialog, sofern die eigenen Grundsätze respektiert würden. Eine formelle Aussöhnung blieb jedoch bis heute aus, da die Unterschiede im Selbstverständnis fortbestehen. Dennoch zeigt die Präsenz von CLIPSAS in internationalen Gremien (etwa bei der UNESCO) und die Beteiligung hunderter liberaler Logen an gemeinsamen Projekten, dass die liberale Freimaurerei im 21. Jahrhundert durch CLIPSAS global vernetzt und handlungsfähig ist.

## Geschichte

### Gründung und frühe Jahre
Die Gründung von CLIPSAS erfolgte vor dem Hintergrund innerfreimaurerischer Spannungen Ende der 1950er-Jahre. Insbesondere der Grand Orient de France (GOdF) suchte nach Wegen, die liberalen Kräfte der Freimaurerei international zu bündeln, da er die zunehmende Intransigenz und Ausschließlichkeit mancher Obödienzen (gemeint sind vor allem die „regulären“ Großlogen unter englischem Einfluss) als Hindernis für die Einheit der Freimaurer empfand. Gemeinsam mit anderen gleichgesinnten Großlogen – insgesamt elf Obödienzen aus zehn Ländern – initiierte der GOdF eine internationale Konferenz, die am 22. Januar 1961 in Straßburg stattfand. Auf diesem Kongress wurde der bereits erläuterte Appell von Straßburg verabschiedet und damit der Grundstein für die neue Organisation gelegt. Die beteiligten Großlogen gründeten offiziell das „Centre de Liaison et d’Information des Puissances Maçonniques Signataires de l’Appel de Strasbourg“, kurz CLIPSAS. Die Initiative umfasste von Anfang an Obödienzen aus Europa, Afrika, Amerika und Asien, darunter der Grand Orient de France, der Grand Orient de Belgique, die Gran Loggia d’Italia, der Grand Orient de Luxembourg, der Großorient von Österreich, der Grand Orient de Suisse sowie die Serenísima Gran Logia de Lengua Española (eine spanischsprachige Großloge in den USA). Dieses breite Spektrum an Gründungsmitgliedern unterstreicht den internationalistischen und integrativen Anspruch von CLIPSAS bereits in den Anfangsjahren.
In den ersten drei Jahrzehnten nach der Gründung war CLIPSAS stark von den belgischen Freimaurern geprägt: Traditionell stellten die Großmeister des Grand Orient de Belgique von 1961 bis 1990 ununterbrochen den Präsidenten der Organisation. In dieser Zeit wuchs die Mitgliederzahl stetig an, da sich weitere liberale Großlogen dem Bund anschlossen – zunächst vor allem in Europa und Lateinamerika, später auch in Afrika und anderen Weltregionen. Ein bedeutender Neuzugang war z. B. 1970 die Grand Lodge of Denmark, 1976 die Gran Logia Mixta de Puerto Rico und 1979 die George Washington Union (eine gemischte Großloge in Nordamerika). In den 1980er-Jahren kamen u. a. die Gran Logia Simbólica Española (Spanien) und die Grande Oriente Lusitano (Portugal) hinzu, was die Präsenz von CLIPSAS in Südeuropa verstärkte. Auch erste afrikanische und asiatische Obödienzen traten bei: Etwa der Grand Orient du Congo (1984), der Grand Bénin (Benin, 1988) und die Liberal Grand Lodge of Turkey (1989). Damit etablierte sich CLIPSAS bis Ende der 1980er-Jahre als globaler Zusammenschluss der liberalen Freimaurer, der Dutzende Obödienzen auf vier Kontinenten umfasste. 1982 erhielt CLIPSAS erstmals Aufmerksamkeit in der englischsprachigen Freimaurerwelt, als mit der Omega Grand Lodge of New York eine liberale Großloge aus den USA beitrat. Dies unterstrich den universalen Anspruch der Organisation, auch wenn es zu einer formellen Anerkennung durch die „regulären“ US-Großlogen nicht kam. Insgesamt verlief die Entwicklung in der Anfangszeit vergleichsweise harmonisch – CLIPSAS war vor allem mit dem internen Ausbau seiner Strukturen und der Ausrichtung jährlicher Konferenzen beschäftigt.

### Wandel in den 1990er-Jahren
Ein markanter Einschnitt in der Geschichte von CLIPSAS war das Jahr 1990. Auf der Generalversammlung in diesem Jahr wurde erstmals ein Nicht-Belgier zum Präsidenten gewählt, nämlich Jean-Robert Ragache vom Grand Orient de France. Mit ihm übernahm der mitgliederstarke GOdF zeitweilig die Führung des Bundes. Ragache initiierte auch eine Umbenennung: Bis dahin wurde die Allianz umgangssprachlich oft „Union von Straßburg“ genannt; Ragache schlug vor, den offiziellen Namen auf das griffige Akronym CLIPSAS zu verkürzen, da der ursprüngliche Titel zu lang und nicht selbsterklärend sei. Diese Namensänderung wurde beschlossen, ohne jedoch die inhaltliche Kontinuität zu brechen – man verstand CLIPSAS ausdrücklich weiterhin als Fortführung der Straßburger Union, nur unter modernerer Bezeichnung.
Mitte der 1990er-Jahre geriet CLIPSAS in eine erste interne Krise. Einige Mitglieds-Großmeister plädierten dafür, den liberalen Kurs der Organisation neu zu justieren und die sehr offene Aufnahmepolitik zu straffen. Konkret gab es 1994 auf der CLIPSAS-Tagung in Santiago (Chile) den Vorschlag, den Straßburger Appell zu „aktualisieren“ und z. B. vorübergehend keine neuen Obödienzen aufzunehmen, um deren liberalen Charakter eingehender zu prüfen. Diese Idee eines dreijährigen Moratoriums, eingebracht vom damaligen CLIPSAS-Vizepräsidenten Lafouge, stieß jedoch auf erheblichen Widerstand. Kritiker sahen darin einen Verrat an den Gründungsprinzipien – insbesondere die geplante Streichung eines Schlüsselabsatzes des Appells (der „Achtung vor der Denkweise anderer“) wurde als inakzeptabel betrachtet. Infolge dieser Spannungen kam es 1996 sogar zum Austritt des Grand Orient de France aus CLIPSAS. Der GOdF war zwar Gründungsmitglied und bis 1993 selbst an der Spitze gestanden, doch die internen Meinungsverschiedenheiten über die Ausrichtung (offene Erweiterung vs. selektive Konsolidierung) führten zu einem vorläufigen Bruch. Erst 2010 kehrte der Grand Orient de France wieder in den CLIPSAS-Verbund zurück, nachdem sich die Wogen geglättet hatten und die Organisation einen Modus Vivendi zwischen Expansion und Identitätswahrung gefunden hatte.
Trotz dieser Konflikte setzte sich die Wachstumstendenz in den späten 1990er-Jahren fort. Neue Präsidenten kamen aus unterschiedlichen Ländern und Obödienzen, was die internationale Ausgewogenheit stärkte: 1993–96 stand z. B. Marc-Antoine Cauchie (Großorient von Luxemburg) an der Spitze, 1996–98 folgte Marie-France Coquard (Grande Loge Féminine de France) – die erste Frau im Präsidentenamt. 1998–2000 amtierte Javier Otaola (Gran Logia Simbólica Española) als Vertreter der spanischen Freimaurerei. Diese wechselnden Führungsrollen zeigten einerseits die Vielfalt der Mitgliedschaft, brachten aber andererseits neue Herausforderungen mit sich, etwa in der mehrsprachigen Kommunikation und Abstimmung.
1993 erhielt CLIPSAS durch die Registrierung bei der Pariser Polizei-Präfektur offiziell den Status eines eingetragenen Vereins nach französischem Recht. Dies verlieh der zuvor eher informell operierenden Union eine klare juristische Struktur und verbesserte die Handlungsfähigkeit. In den späten 1990er-Jahren begann CLIPSAS zudem, gezielt den Kontakt zu internationalen Institutionen zu suchen, um freimaurerische Ideale auch außerhalb des Bundes einzubringen.

### Entwicklungen im 21. Jahrhundert
Mit dem Eintritt ins 21. Jahrhundert hat CLIPSAS seine globale Präsenz weiter ausgebaut. 2004 wurde mit Gabriel Nzambila (Grands Orient et Loge Associés du Congo) erstmals ein Afrikaner Präsident, was die wachsende Bedeutung Afrikas innerhalb des Bundes unterstrich. 2007 übernahm Jefferson Isaac João Scheer (Grande Loja Unida do Paraná, Brasilien) das Amt, verstarb jedoch noch im selben Jahr (2007). Daraufhin sprang erneut Marc-Antoine Cauchie ein und führte CLIPSAS von 2008 bis 2011. Im Mai 2011 – auf den Tag genau 50 Jahre nach Gründung – wurde in Straßburg António Reis (Past Großmeister des Grande Oriente Lusitano, Portugal) zum Präsidenten gewählt. Seine Amtszeit 2011–2014 war von einer verstärkten Außenpräsenz geprägt: Unter Reis erlangte CLIPSAS 2011 den konsultativen Status bei UNESCO/ECOSOC, sodass Vertreter der Organisation seither an UN-Konferenzen teilnehmen können. Dies war ein wichtiger Schritt, um die freimaurerischen Anliegen (wie interkulturellen Dialog, Bildung und Menschenrechte) auch in die Zivilgesellschaft einzubringen.
2014 kam es erneut zu einem Wechsel an der Spitze: Louis Daly, ein Vertreter der nordamerikanischen liberalen Freimaurerei, wurde Präsident (Amtszeit 2014–2016). In den späten 2010er-Jahren folgte François Padovani (ehemals Großmeister der Grande Loge Mixte de France), der das Amt bis 2021 innehatte. Padovani engagierte sich besonders für Transparenz und eine Modernisierung der internen Strukturen. 2021 übernahm Ivan Herrera Michel (Großorient von Kolumbien) die Präsidentschaft. Unter seiner Führung (2021–2024) konzentrierte sich CLIPSAS auf digitale Vernetzung – teils bedingt durch die COVID-19-Pandemie – sowie auf die Stärkung regionaler Kommissionen (für Amerika, Europa, Afrika etc.), um den unterschiedlichen Bedürfnissen der Mitglieder gerecht zu werden.
Im Jahr 2024 wurde Louis Daly bei der Generalversammlung erneut zum Präsidenten von CLIPSAS gewählt.

## Mitglieds-Großlogen der CLIPSAS
CLIPSAS-Mitglieder seit 1961 (Beitritt in Klammern, Status):
- Grand Orient de Suisse (1961) – aktiv, Gründungsmitglied
- Grand Orient d’Autriche (1961) – aktiv, Gründungsmitglied
- Grand Orient de Luxembourg (1961) – aktiv, Gründungsmitglied
- Serenísima Gran Logia de Lengua Española (für die Vereinigten Staaten von Amerika) (1961) – aktiv, Gründungsmitglied
- Grand Orient de Belgique (1961) – ausgetreten, Gründungsmitglied; trat 1996 vorübergehend aus und endgültig 2019 aus
- Grand Orient de France (1961) – ausgetreten, Gründungsmitglied; trat 1996 aus, Wiedereintritt 2010, erneut ausgetreten 2019
- Gran Loggia d’Italia (1961) – ausgetreten, Gründungsmitglied; trat 2021 aus (diese liberale Großloge Italiens war bis 2021 Mitglied)
- Grand Lodge of Germany (AFAM) (1961) – ausgetreten, Gründungsmitglied; zog sich bereits 1967 zurück, um von der englischen Freimaurerei anerkannt zu werden
- Nederlandse Grootloge der Gemengde Vrijmetselarij (1961) – ausgetreten, Gründungsmitglied; niederländische gemischte Großloge, Mitunterzeichnerin des Straßburger Appell (heute nicht mehr in CLIPSAS, Austrittsdatum unbekannt).
- Grand Lodge of Denmark (25. Sept. 1970) – aktiv
- Mixed Grand Lodge of Puerto Rico (1976) – ausgetreten, gemischte Großloge von Puerto Rico, trat 1976 bei (verließ CLIPSAS später; nicht mehr aktiv, Austrittsdatum unbekannt)
- George Washington Union (2. Feb. 1979) – aktiv
- Grand Lodge of the Republic of Venezuela (1980) – ausgetreten, Beitritt um 1980 (nicht mehr aktiv; später durch neue Großloge ersetzt)
- Grand Rite Malgache (Madagaskar, 1981) – ausgetreten, liberaler Hochgradsystem in Madagaskar (1981 beigetreten; später nicht mehr aktiv)
- United Grand Orient and Lodge of Cameroon (1982) – ausgetreten, gemischte Großloge in Kamerun (1982 beigetreten; später ausgeschieden)
- Omega Grand Lodge of the State of New York (12. März 1982) – aktiv
- Gran Logia Simbólica Española (11. März 1983) – aktiv
- Fédération française du Droit Humain (1983) – ausgetreten, Französische Föderation des Le Droit Humain; 1983 beigetreten, 1996 ausgetreten, 2012 wiedereingetreten, 2018 erneut ausgetreten
- Grande Loge Mixte Universelle (GLMU) (1984) – ausgetreten, gemischte Großloge Frankreichs; 1984 beigetreten, in den 1990er-Jahren ausgetreten, im Mai 2013 wieder beigetreten, in den späten 2010er-Jahren erneut aus CLIPSAS ausgetreten (Stand 2024 nicht mehr Mitglied).
- Grande Loge Mixte de France (9. März 1984) – ausgetreten, gemischte Großloge Frankreichs; 1990er ausgetreten, Wiedereintritt 2013, zuletzt Austritt am 9. Oktober 2024.
- Grande Loge Féminine de Belgique (1984) – ausgetreten, Frauen-Großloge Belgiens; 1984 beigetreten, Austritt 2020
- Grande Loge Féminine de France (8. März 1985) – aktiv, Frauen-Großloge Frankreichs; 1990er vorübergehend ausgetreten, am 1. Juni 2019 wieder aufgenommen
- Grande Oriente Lusitano (21. April 1985) – aktiv
- Grande Loge Haïtienne de Saint-Jean des Orients d’Outre-Mer (8. Mai 1985) – aktiv
- Grande Loge d’Haïti de 1961 (15. Mai 1987) – suspendiert, Großloge von Haiti (“Haiti 1961”); 1987 Beitritt, derzeit suspendiert (ruhend)
- Humanitas Freimaurergroßloge (15. Mai 1987) – aktiv (gemischte Großloge ursprünglich in Deutschland)
- Gran Oriente Latino Americano (GOLA) (15. Mai 1987) – aktiv
- Grande Orient & Loge Associés du Congo (GOLAC) (28. April 1989) – aktiv
- Grande Loge Libérale de Turquie (28. April 1989) – aktiv
- Gran Logia Mixta de Chile (10. Mai 1991) – aktiv
- Grande Loge Française de Memphis-Misraïm (10. Mai 1991) – aktiv, 2022 wieder eingetreten (1990er ausgetreten, Reintegration am 14. Mai 2022)
- Grande Loge Féminine de Memphis-Misraïm (29. Mai 1992) – aktiv (Frauen-Großloge Memphis-Misraim, Frankreich/Côte d’Ivoire).
- Grande Éburnie (29. Mai 1992) – aktiv (liberale Großloge der Côte d’Ivoire).
- Grande Loge Symbolique Helvétique (21. Mai 1993) – ruhend, gemischte Großloge der Schweiz; seit August 2024 “endormi” (inaktiv)
- Grande Loge Féminine de Turquie (21. Mai 1993) – aktiv
- Gran Logia Femenina de Chile (12. Mai 1994) – aktiv
- Gran Loggia Massonica Femminile d’Italia (26. Mai 1995) – aktiv (Frauen-Großloge von Italien).
- Grande Loja Unida do Paraná (26. Mai 1995) – aktiv (Brasilien).
- Sérénissime Grand Orient de Grèce (17. Mai 1996) – aktiv
- Grande Loge Nationale du Canada (17. Mai 1997) – aktiv
- Grande Oriente Nacional “Gloria do Occidente” do Brasil (23. Mai 1998) – aktiv
- Gran Logia del Norte de Colombia (15. April 2000) – aktiv
- Ordre Maçonnique International Delphi (26. Mai 2001) – aktiv
- Grande Loge Centrale du Liban (11. Mai 2002) – aktiv
- Grand Orient Mixte de Grèce (11. Mai 2002) – aktiv
- Gran Logia Central de Colombia (31. Mai 2003) – aktiv
- Grande Loge des Cèdres (31. Mai 2003) – aktiv
- Grand Rite Malagasy Féminin (31. Mai 2003) – aktiv (Frauen-Großorient Madagaskars).
- Gran Logia Femenina de Argentina (22. Mai 2004) – aktiv
- Gran Oriente de Chile (22. Mai 2004) – aktiv
- Grande Loge BET-EL (Liban) (14. Mai 2005) – aktiv
- Grande Loge Féminine de Roumanie (13. Mai 2006) – aktiv
- Grande Loge Indépendante et Souveraine des Rites Unis (GLISRU) (24. Mai 2008) – aktiv
- Gran Oriente de la Franc-Masonería del Uruguay (24. Mai 2008) – aktiv
- Grande Loge du Maroc (24. Mai 2008) – aktiv
- Gran Logia Constitucional del Perú (23. Mai 2009) – aktiv
- Gran Oriente Federal de la República Argentina (23. Mai 2009) – aktiv
- Grande Loge Hiram Abif (23. Mai 2009) – aktiv
- Grand Orient de Roumanie (23. Mai 2009) – aktiv
- Grande Loge Nationale Unie de Roumanie (23. Mai 2009) – aktiv
- Federación Colombiana de Logias Masónicas (15. Mai 2010) – aktiv
- Grande Loja Feminina do Brasil (15. Mai 2010) – aktiv
- Gran Orient de Catalunya (21. Mai 2011) – aktiv
- Gran Logia Soberana de Libres y Aceptados Masones de Venezuela (21. Mai 2011) – aktiv
- Grande Loge Unie du Liban (21. Mai 2011) – aktiv
- Grande Loge Libérale d’Autriche (21. Mai 2011) – aktiv
- Grande Oriente Ibérico (19. Mai 2012) – aktiv
- Gran Oriente Ecuatoriano Nueva Era (GROENE) (11. Mai 2013) – aktiv
- Grande Loge Mixte Souveraine de France (31. Mai 2014) – aktiv
- Grande Loge Symbolique (Rite Écossais Primitif) (31. Mai 2014) – aktiv
- Grande Loge Universelle de Bulgarie (31. Mai 2014) – aktiv
- Grande Loge des Cultures et de la Spiritualité (31. Mai 2014) – aktiv
- Grande Loja Simbólica de Portugal (30. Mai 2015) – aktiv
- Grande Loge Féminine du Maroc (30. Mai 2015) – aktiv
- South Carolina Grand Lodge of AF&AM (30. Mai 2015) – aktiv
- Grande Loge Mixte Nationale (30. Mai 2015) – aktiv
- Grand Orient of Peoples of Russia (30. Mai 2015) – aktiv
- Gran Loggia Madre C.A.M.E.A. (30. Mai 2015) – aktiv, ursprünglich 2015 beigetreten, nach Austritt 2020 am 14. Mai 2022 reintegriert
- Grande Loge ANI du Canada (28. Mai 2016) – aktiv
- Grande Loge Traditionnelle et Symbolique d’Afrique (28. Mai 2016) – aktiv
- Fédération Ouest Africaine du Droit Humain (28. Mai 2016) – aktiv
- Gran Logia Universal de Habla Hispana en los EEUU (28. Mai 2016) – aktiv
- Grande Loge Mixte du Liban (28. Mai 2016) – aktiv
- Grand Orient de Slovénie (28. Mai 2016) – aktiv
- Grande Loja Unida de Santa Catarina (Brasilien) (27. Mai 2017) – aktiv
- Grande Oriente Maçônico Panamericano (Brasilien) (27. Mai 2017) – aktiv
- Grand Orient of Canaan (Libanon) (27. Mai 2017) – aktiv
- Grand Orient du Congo Brazzaville (27. Mai 2017) – aktiv
- National Grand Lodge of Croatia (27. Mai 2017) – aktiv
- The Most Worshipful New York Grand Lodge (27. Mai 2017) – aktiv
- Gran Logia de Cochabamba (26. Mai 2018) – aktiv
- Grande Loge d’Albanie – Illyria (26. Mai 2018) – aktiv
- Grande Loge Française de Misraïm (1. Mai 2019) – aktiv
- Grande Loge Féminine du Cameroun (14. Mai 2022) – aktiv
- Ordine Massonico Tradizionale Italiano (14. Mai 2022) – aktiv
- Grande Loge Symbolique Ivoirienne (14. Mai 2022) – aktiv
- Grande Loja Simbólica da Lusitania (Portugal) (14. Mai 2022) – aktiv
- Sovrano Ordine Massonico d’Italia (SOMI) (14. Mai 2022) – ausgetreten, trat am 31. Oktober 2024 aus
- Fédération de Memphis-Misraïm (14. Mai 2022) – aktiv
- Gran Loggia d’Italia di Rito Scozzese (20. Mai 2023) – aktiv
- Grand Liberal Lodge of Serbia (20. Mai 2023) – aktiv
- Gran Loggia Liberale d’Italia (20. Mai 2023) – aktiv
- Gran Oriente Nacional Mexicano (20. Mai 2023) – aktiv
- Gran Loggia Unida Independiente (18. Mai 2024) – aktiv
- Fédération Égyptienne (18. Mai 2024) – aktiv
- Grand Lodge Haïtienne de New York (18. Mai 2024) – aktiv
- John G. Jones Grand Lodge of California (18. Mai 2024) – aktiv

(Anmerkung: „Aktiv“ bezeichnet derzeitige Mitglieder, „ausgetreten/suspendiert“ ehemalige Mitglieder mit Austrittsdatum; Reintegration bedeutet Wiedereintritt in CLIPSAS.)
Quellen:

## Präsidenten der CLIPSAS
1. Georges Beernaerts (Grand Orient de Belgique) – 1961–1962
2. Charles Castel (Grand Orient de Belgique) – 1962–1964
3. Albert Charles (Grand Orient de Belgique) – 1964–1966
4. Robert Dille (Grand Orient de Belgique) – 1966–1970
5. Victor Martiny (Grand Orient de Belgique) – 1970–1973
6. Pierre Burton (Grand Orient de Belgique) – 1973–1976
7. Jaak Nutkewitz (Grand Orient de Belgique) – 1976–1979
8. André Mechelynck (Grand Orient de Belgique) – 1979–1982
9. Jean Zeller (Grand Orient de Belgique) – 1982–1985
10. Robert Werly (Grand Orient de Belgique) – 1985–1988
11. Fernand Herman (Grand Orient de Belgique) – 1988–1990
12. Jean-Robert Ragache (Grand Orient de France) – 1990–1993
13. Marc-Antoine Cauchie (Grand Orient de Luxembourg) – 1993–1996
14. Marie-France Coquard (Grande Loge Féminine de France) – 1996–1998
15. Javier Otaola (Gran Logia Simbólica Española) – 1998–2000
16. Marc-Antoine Cauchie (Grand Orient de Luxembourg) – 2000–2004
17. Gabriel Nzambila (Grand Orient et Loge Associés du Congo) – 2004–2007
18. Jefferson Isaac João Scheer (Grande Loja Unida do Paraná, Brasilien) – 2007
19. Marc-Antoine Cauchie (Grand Orient de Luxembourg) – 2008–2011
20. António Reis (Grande Oriente Lusitano, Portugal) – 2011–2014
21. Louis Daly (Omega Grand Lodge of the State of New York, USA) – 2014–2016
22. François Padovani (Grande Loge Mixte de France) – 2016–2021
23. Ivan Herrera Michel (Grand Orient de Colombie) – 2021–2024
24. Louis Daly (Omega Grand Lodge of the State of New York, USA) – seit 2024

Diese Präsidenten haben CLIPSAS über mehr als sechs Jahrzehnte hinweg geprägt und den Bund weiterentwickelt. Ihre Führungsarbeit war entscheidend für die Stärkung der internationalen Zusammenarbeit innerhalb der liberalen Freimaurerei.